# Buenia
Buenia è un genere di pesci ossei marini appartenenti alla famiglia Gobiidae.

## Distribuzione e habitat
Sono diffusi nel mar Mediterraneo occidentale (B. affinis) e nel nord Atlantico orientale lungo le coste europee fino all'Islanda (B. jeffreysii).
La loro biologia è quasi completamente ignota, vivono su fondi detritici relativamente profondi.

## Specie
- Buenia affinis
- Buenia jeffreysii